# 奥田民生・カバーズ2
『奥田民生・カバーズ2』（おくだたみお・カバーズツー）は、オムニバスによる奥田民生のトリビュート・アルバム。2013年3月6日発売。発売元はキューンミュージック。

## 解説
2007年にリリースされた前作に続く奥田民生をリスペクトしている豪華アーティストによるトリビュート盤。前作リリース後に、再結成された奥田の在籍バンド・UNICORNがデビュー25周年記念として発売された。
略称は「民カバ２」。UNICORNのトリビュート盤2作目『ユニコーン・カバーズ』と同時発売。
今回は高品質CD『Blu-spec CD2』仕様となっている。また前作品も同仕様として再リリース。

## 収録曲
全作詞・作曲：奥田民生（9、11のみ作曲：奥田民生、アンディ・スターマー）
1. 103 / Butch Walker
アルバム『30』収録。
2. 恋のかけら / 曽我部恵一BAND
アルバム『股旅』収録。
3. サウンド・オブ・ミュージック / OKAMOTO'S
アルバム『LION』収録。
4. 人の息子 / ストレイテナー
アルバム『30』収録。
5. さすらい / the HIATUS
アルバム『股旅』収録。
6. And I Love Car / 松たか子
アルバム『CAR SONGS OF THE YEARS』収録。
7. 御免ライダー / 大江千里
アルバム『E』収録。
ジャズアレンジによるインストルメンタル仕様。
8. イージュー★ライダー / andymori
アルバム『CAR SONGS OF THE YEARS』収録。
9. The STANDARD / Chara
アルバム『E』収録。
10. マシマロ / 怒髪天
アルバム『GOLDBLEND』収録。
11. 夕陽ヶ丘のサンセット / 住岡梨奈＋堂島孝平×A.C.E.
アルバム『BETTER SONGS OF THE YEARS』収録。
12. CUSTOM / HUSKING BEE
アルバム『E』収録。
13. 野ばら / 矢野顕子
アルバム『FAILBOX』収録。